# Райхмансдорф
Райхмансдорф (нем. Reichmannsdorf) — община в Германии, в земле Тюрингия.
Входит в состав района Заальфельд-Рудольштадт. Подчиняется общинной ассоциации Лихтеталь-ам-Реннштейг. Население составляет 803 человека (на 31 декабря 2010 года). Занимает площадь 20,01 км².